# Legislatura de Míchigan
La Legislatura de Míchigan (en inglés: Michigan Legislature) es la legislatura estatal (órgano encargado del Poder legislativo) del estado de Míchigan, en Estados Unidos. Está organizado como un cuerpo bicameral compuesto por una cámara alta, el Senado, y una cámara baja, la Cámara de Representantes. El artículo IV de la Constitución de Míchigan, adoptada en 1963, define el papel de la Legislatura y cómo está constituida. Los propósitos principales de la Legislatura son promulgar nuevas leyes y enmendar o derogar leyes existentes. La Legislatura se reúne en el edificio del Capitolio de Míchigan, ubicado en Lansing.

## Títulos
Los miembros del Senado se denominan Senadores y los miembros de la Cámara de Representantes se denominan Representantes. Debido a que esto oculta la terminología utilizada para describir a los miembros del Congreso, los electores y los medios de comunicación, utilizando The Associated Press Stylebook, a menudo se refieren a los legisladores como senadores estatales o representantes estatales para evitar confusiones con sus homólogos federales.

## Senado de Míchigan
El Senado es la cámara alta de la Legislatura. Sus miembros son elegidos sobre una base partidista por períodos de cuatro años, al mismo tiempo que la elección del gobernador de Míchigan . El Senado consta de 38 miembros elegidos de distritos electorales uninominales  van desde 212.400 hasta 263.500 residentes según la creación más reciente de distritos (2002). Los distritos legislativos se elaboran sobre la base de las cifras de población a través del censo federal decenal. Los mandatos de los senadores comienzan al mediodía del 1 de enero después de su elección. La Cámara del Senado está ubicada en el ala sur del edificio del Capitolio del Estado. A partir de 2018, los republicanos tienen la mayoría en el Senado con 22 escaños; Los demócratas tienen la minoría con 16 escaños. Según la Constitución de Míchigan, el vicegobernador de Míchigan actúa como presidente del Senado, pero solo puede emitir un voto en caso de empate.  El Senado selecciona a sus otros funcionarios y adopta sus propias reglas de procedimiento al comienzo de una nueva Sesión Legislativa.

## Cámara de Representantes de Míchigan
La Cámara de Representantes es la cámara baja de la Legislatura. Sus miembros son elegidos sobre una base partidista por períodos de dos años, al mismo tiempo que se eligen los Representantes en el Congreso de los Estados Unidos. La Cámara de Representantes consta de 110 miembros que son elegidos de distritos electorales uninominales van desde 77.000 a 91.000 según la creación más reciente de distritos (2012). Los distritos legislativos se elaboran sobre la base de las cifras de población a través del censo federal decenal. Los mandatos de los representantes comienzan al mediodía del 1 de enero después de su elección. La Cámara de la Cámara de Representantes en el Capitolio del Estado está ubicada en el ala norte del edificio del Capitolio del Estado. A partir de 2018, los republicanos tienen la mayoría de los escaños en la Cámara de Representantes con 58, y los demócratas tienen 52 escaños. La Cámara de Representantes elige a su propio Presidente de la Cámara ya otros funcionarios y adopta sus reglas de procedimiento al comienzo de una nueva sesión legislativa.

## Límites de plazo
El 3 de noviembre de 1992, casi el 59 por ciento de los votantes de Míchigan respaldaron la Propuesta B, la Enmienda de Límites de Término de Míchigan, que enmendó la Constitución del Estado, para promulgar límites de mandato para los funcionarios federales y estatales. En 1995, la Corte Suprema de los Estados Unidos dictaminó que los estados no podían promulgar límites de mandato en el Congreso, pero dictaminó que los límites de mandato a nivel estatal permanecen. Según la enmienda, una persona podría ser elegida para el cargo de gobernador, fiscal general y secretario de estado dos veces cada uno. De igual manera se limitó el número de veces que una persona podía ser elegida para la Cámara de Representantes a tres veces y al Senado dos veces. También se incluyó una disposición que regula los períodos parciales. Estas disposiciones se convirtieron en el artículo IV, sección 54 y el artículo V, sección 30 de la Constitución de Míchigan.

## Requisitos para el cargo
Cada senador y representante debe ser ciudadano de los Estados Unidos, tener al menos 21 años de edad y ser residente en el distrito al que representa. Según la ley estatal, mudarse fuera del distrito se considerará como vacaciones en la oficina. Ninguna persona que haya sido condenada por subversión o que dentro de los 20 años anteriores haya sido condenada por un delito mayor que involucre una violación de la confianza pública será elegible para cualquiera de las cámaras de la legislatura.

## Sesión legislativa
Para calcular los períodos de tiempo durante los cuales opera la Legislatura, cada período de dos años que coincide con la elección de nuevos miembros de la Cámara de Representantes se numera consecutivamente como una legislatura, que data de la primera legislatura después de la adopción de la primera constitución de Míchigan. El mandato actual de dos años de la legislatura (1 de enero de 2021 - 31 de diciembre de 2022) es la 101.ª Legislatura.
Cada año durante el cual se reúne la Legislatura constituye una nueva sesión legislativa. De acuerdo con el Artículo IV Sección 13 de la Constitución del Estado, una nueva sesión de la Legislatura comienza cuando los miembros de cada cámara se reúnen, el segundo miércoles de enero de cada año al mediodía. Una sesión regular de la Legislatura generalmente dura todo el año con varios períodos de receso y suspende sine die a fines de diciembre.
La Legislatura de Míchigan es uno de los diez cuerpos legislativos estatales que trabajan a tiempo completo en los Estados Unidos. Los miembros reciben un salario base de $ 71,685 por año, lo que los convierte en los cuartos legisladores estatales mejor pagados del país, después de los de California, Pensilvania y Nueva York. Mientras que los legisladores en muchos estados reciben dietas que compensan los salarios más bajos, los legisladores de Míchigan reciben $ 10,800 por año para gastos de sesión y provisionales. Los sueldos y las asignaciones para gastos son determinados por la Comisión de Compensación de Oficiales del Estado.
Cualquier legislación pendiente en cualquiera de las cámaras al final de una sesión que no sea el final de un mandato legislativo continúa y se traslada a la próxima Sesión Legislativa.

## Poderes y proceso
La Legislatura de Míchigan está autorizada por la Constitución de Míchigan para crear y enmendar las leyes del estado estadounidense de Míchigan, sujeto al poder del Gobernador para vetar la legislación. Para hacerlo, los legisladores proponen legislación en forma de proyectos de ley redactados por un personal profesional no partidista. La legislación exitosa debe someterse a la revisión del comité, mediante tres lecturas en el piso de cada cámara, con las mayorías de voto apropiadas, según sea necesario, y ser promulgada por el Gobernador o promulgada mediante un veto aprobado por dos tercios de los miembros de cada cámara legislativa.

### Liderazgo
La Cámara de Representantes está encabezada por el Presidente, mientras que el Senado está encabezado por el Vicegobernador de Míchigan, quien se desempeña como Presidente del Senado, pero solo puede emitir un voto en caso de empate.
El Presidente de la Cámara y el Líder de la Mayoría del Senado controlan la asignación de comités y posiciones de liderazgo, junto con el control de la agenda en sus cámaras. Los dos líderes, junto con el gobernador de Míchigan, controlan la mayor parte de la agenda de los negocios estatales en Míchigan.